# Rajcsányi István
Rajcsányi István (Debrecen, 1863. október 9. – Derecske, 1929. május 15.) magyar színész.

## Életútja
Előbb római katolikus pap volt, majd kedvet kapott a színészethez és 1891. október 1-én Leszkay Andrásnál színipályára lépett. Kisebb társulatokkal bejárta úgyszólván egész Magyarországot mint epizódszínész. 1894. július havában Nagyváradon házasságra lépett Demény Viktória színésznővel. 1914. május 1-én nyugalomba ment.

## Magánélete
Első neje Demény Viktória színésznő volt. (Atyja szentkatolnai Demény József, anyja haraklányi Szabó Anna.) Született 1854-ben, Tordán, meghalt 1910. december 9-én, Füzesgyarmaton. 1873-ban lépett a színipályára. 1907. április 1-én nyugdíjazták. Második neje: Herczeg Eugénia (családi nevén Fürst Leontin), színésznő, született 1867-ben, meghalt 1926. április 26-án, Csongrádon. 1889. december 28-án katholizált, Rozsnyón, ahol Balogh Árpád színigazgató neje volt. 1913. január 1-én nyugalomba ment.